# Jerk Werkmäster

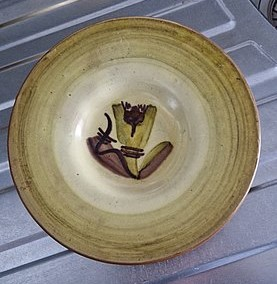
Assiett, formgiven av Jer Werkmäster för Nittsjö. Troligen 1933–1934.

Erik Jerk Werkmäster, född 1 oktober 1896 i Utanåker, Rättvik, död 11 april 1978 i Rättvik, var en svensk konstnär, grafiker och konsthantverkare. Han var verksam inom måleri, träsnitt och keramik.

## Biografi
Werkmäster var son till kyrkvärden Werkmäster Anders Jonsson och Blylods Kerstin Ersdotter och från 1927 gift med Dagmar Vougt samt far till formgivaren Jerk-Olof Werkmäster. Han utexaminerades från Mora folkhögskola 1915, studerade vid Högre konstindustriella skolan i Stockholm 1916–1919 och Konstakademien 1919–1922. Med stipendium från Konstakademien reste han till Berlin och München. Medan han vistades i Tyskland fick han en förfrågan om han var villig att assistera Oscar Brandtberg vid dennes arbete med utsmyckningen av Göteborgsutställningen 1923. Efter att arbetet var inlett blev det en schism mellan ledningen för utställningen och Brandtberg som ledde till att Brandtberg avsade sig uppdraget. Werkmäster fick då överta ledningen av arbetet och har därefter medverkat i arrangerande av ett sjuttiotal större utställningar. Han var konstnärlig ledare för bland annat  Öresundsutställningen 1930, svenska avdelningen på Helsingforsutställningen 1938,, svenska avdelningen på Liègeutställningen 1939, Falun 1941, Växjö 1942, Skellefteå 1945 och Hedemora 1946.  
Han var konstnärlig ledare för Nittsjö keramikfabrik i Rättvik 1933–1967  samt formgivare vid Arvid Böhlmarks Lampfabrik. Hans stil är dekorativ, där de gamla dalmålningarnas naiva formspråk varieras med en mer modernt sober färgskala. I hans kompositioner kan även spår av orientaliska influenser spåras.
Bland Werkmästers arbeten märks altartavlor för ett flertal kyrkor och dekorationsarbeten för bland annat Carlanderska sjukhemmet i Göteborg 1926, sällskapsrummet på M/S Kungsholm 1928, Grand Hotel i Falun 1930, väggintarsia till Eltham Palace i London 1936, Tekniska museet i Stockholm, Hofors kommunhus, Norrtälje rådhus, SCA i Sundsvall 1946, Surahammars Bruks AB 1949 vägg och takmålningar Värdshuset Gyllene Hjulet,  (Mc-museet Gyllene Hjulet http://www.mcmuseum.se/) Surahammar väggmålning på Konstnärshuset i Stockholm och dekorationer i Norrköpings realskola samt en målad fris för Postverket. Han restaurerade bland annat Rättviks, Mora, Bjursås, Evertsbergs kapell och Hosjö kyrkor samt altartavlor till Väddö kyrka, Staffanskyrkan i Gävle, Malexanders kyrka och Bingsjö kapell. I Stiftsgårdens kapell i Rättvik utförde han takmålningar i tempera som skildrar det svenska kyrkoåret från advent till domssöndagen och över altaret finns ett stort keramik krucifix.där Werkmäster har knutit an till den bysantinska konsten. 
Separat ställde han bland annat ut i Norrköping 1936, på Nordiska kompaniet i Stockholm 1932 och några gånger i Falun. Tillsammans med Bertil Gatu ställde han ut i Skellefteå 1952 och han medverkade i Dalarnas konstförenings utställningar i Falun, Grafiska sällskapets utställning på Liljevalchs konsthall 1924 samt grafikutställningar på Konstakademin 1927, Bryssel 1928 och New York 1936. 
På Dalarnas museum i Falun finns en större samling 
av Werkmästers verk som visades i en retrospektiv utställning med hans konst 1977.
Werkmäster är representerad vid bland annat Nationalmuseum och Moderna museet i Stockholm samt Röhsska museet, Norrköpings konstmuseum, Helsingborgs museum, Malmö museum, Postmuseum, Tekniska museet, Nordiska museet, Arkitektur- och designcentrum, Kungliga biblioteket och Hallands konstmuseum

## Verk i urval
Samarbeten med Rolf Engströmer:
- M/S Kungsholm, 1928, inredningsskisser
- Renovering av Eltham Palace i Greenwich, London, 1933[22][23]